# Batalha do Douro (1809)
A Batalha do Douro (também conhecida como 2.ª Batalha do Porto) foi travada durante a Segunda Invasão Francesa de Portugal. Um exército anglo-luso comandado pelo tenente-general Sir Arthur Wellesley atravessou o Douro e obrigou os franceses a retirarem para Espanha.

## Antecedentes
Os Franceses tinham voltado a invadir Portugal no início de 1809. O II CE comandado pelo marechal Nicolas Jean de Dieu Soult, após uma tentativa falhada de atravessar o Rio Minho, entrou em Portugal a Norte de Chaves, ocupou esta praça e dirigiu-se para Braga. Perto desta cidade, derrotou as forças portuguesas na Batalha de Carvalho d'Este. Ocupou Braga e continuou o seu avanço para Sul. No dia 27 de Março de 1809 chegou à vista das defesas do Porto tendo ocupado esta cidade, em 29 de Março, depois de ter derrotado as forças portuguesas, com alguma facilidade, na Batalha do Porto. Em seguida deveria marchar em direcção a Lisboa.
A Norte do Douro, as tropas do brigadeiro Silveira (Francisco da Silveira Pinto da Fonseca Teixeira), em Trás-os-Montes, impediram a ligação entre o Corpo de Exército de Soult e a Divisão do general Lapisse pertencente ao I CE do marechal Victor. Lapisse encontrava-se em Salamanca. As restantes forças do Corpo de Exército de Victor encontravam-se em Mérida e aguardavam a notícia do avanço de Soult para Lisboa para avançarem também, pelo vale do Tejo. No Minho, o general José António Botelho de Sousa e Vasconcelos criava as maiores dificuldades à retaguarda francesa impedindo-a de estabelecer linhas de comunicações minimamente seguras com a Galiza.
A Sul do Douro o marechal William Carr Beresford tinha começado a reorganizar o Exército Português que tinha sido quase todo desmobilizado e uma parte enviada para fora do País durante a Primeira Invasão Francesa. Sob o comando de Beresford, o Exército Português contava já com vários regimentos em condições de entrar em combate. Por seu lado, os Britânicos tinham enviado novos contingentes militares e tinham nomeado o tenente-general Sir Arthur Wellesley para comandante da força expedicionária britânica na Península Ibérica. Em Portugal, por decreto de 29 de Abril de 1809,  foi-lhe concedida a patente de Marechal General com a finalidade de comandar as forças portuguesas quando estas actuassem combinadas com as forças britânicas.
Wellesley organizou as suas forças anglo-lusas, concentrou-as em Coimbra e, no dia 6 de Maio de 1809, iniciou a marcha para Norte. Primeiro saiu a força comandada por Beresford em direcção a Peso da Régua e, no dia seguinte, foi iniciada a marcha da coluna de Wellesley em direcção ao Porto. No vale do Tejo ficava uma força comandada pelo brigadeiro-general Alex Randoll Mackenzie com a finalidade de vigiar e conter as forças francesas do marechal Victor. No dia 12 de Maio de manhã, as forças de Wellesley iniciavam a travessia do rio Douro.

## As forças em presença
As forças anglo-lusas que tiveram intervenção na Batalha do Douro foram as da coluna comandada directamente por Wellesley. Era portanto um corpo de tropas com cerca de 18.300 homens dos quais se contavam à volta de 16.700 baionetas (infantaria) e 1.050 sabres (cavalaria), incluindo cerca de 2.400 homens dos quatro batalhões de infantaria integrados nas brigadas britânicas.

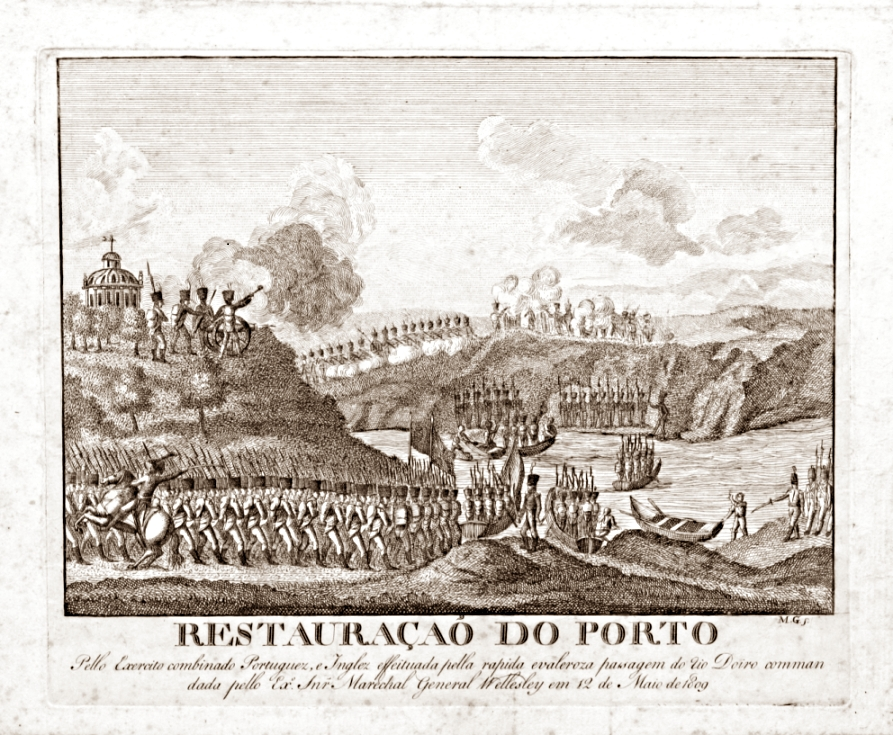
Gravura de Manuel da Silva Godinho (1751-1809) que representa a travessia do Douro pelas forças britânicas. Arquivo Histórico Militar PT-AHM-FE-10-A7-PQ-20

Além destas forças existia ainda o corpo de tropas comandado por Beresford, maioritariamente português, e com um efectivo que rondaria os 5.800 homens dos quais aproximadamente 1.750 eram britânicos. A estas forças juntaram-se em Lamego as do brigadeiro Silveira após ter sido rompida a defesa da linha do Tâmega. Não tendo tido uma intervenção directa na reconquista do Porto, impediram a retirada de Soult por Trás-os-Montes e obrigaram-no, assim, a escolher o percurso mais difícil.
As forças francesas formadas pelo II CE, cujos efectivos conhecidos reportam a 1 de Fevereiro desse ano, que se encontravam na cidade do Porto, rondariam os 11.000 homens das seguintes unidades:
Quinze batalhões de infantaria da Divisão de Mermet;
Sete batalhões de infantaria da Divisão de Merle;
Nove batalhões de infantaria da Divisão de Delaborde;
Quatro regimentos da cavalaria de Franceschi;
A 1ª Brigada de Dragões (Caulaincourt) da Divisão Lahoussaye e dois batalhões da Divisão de Delaborde, ao todo cerca de 2.000 homens, encontravam-se em Baltar (Paredes), a poucos quilómetros do Porto. Além destes, encontrava-se para além de Amarante, a força sob comando do General Louis Henri Loison constituída por oito batalhões (Brigada de Sarrut) da Divisão de Merle e a 2ª Brigada de Dragões (de Marisy) da Divisão Lahoussaye, com um total de aproximadamente 3.500 homens. Para Norte, com base em Braga, encontravam-se ainda a Divisão de Heudelet, com cerca de 3.000 homens, e uma Brigada de Dragões da Divisão de Lorges, à volta de 600 cavaleiros.

## As operações
Soult encontrava-se isolado no Porto. Tinha dificuldade em estabelecer contactos com as forças francesas em Espanha e tinha conhecimento de que um exército anglo-luso se preparava para o atacar. No entanto estava convencido de que o ataque britânico seria levado a cabo com um desembarque de tropas a norte da foz do Douro.  A vigilância do rio entre o Porto e o mar e da costa a norte da foz do Douro eram, por isso, a sua principal preocupação. Esta forma de ver levou-o a descurar a vigilância a montante do Porto. Sabia também que não tinha possibilidades de enfrentar com sucesso um exército britânico que ele julgava ser superior ao que, na realidade, se encontrava presente em Portugal e, por isso, tinha previsto a retirada através de Trás-os-Montes. Desconhecia, no entanto, a situação das forças sob o comando de Loison que deviam garantir a posse da ponte de Amarante e o controlo da estrada para Vila Real. Como medida de segurança mandou que todos os barcos passassem para a margem norte a fim de impossibilitar a travessia do Douro por quem vinha do Sul.

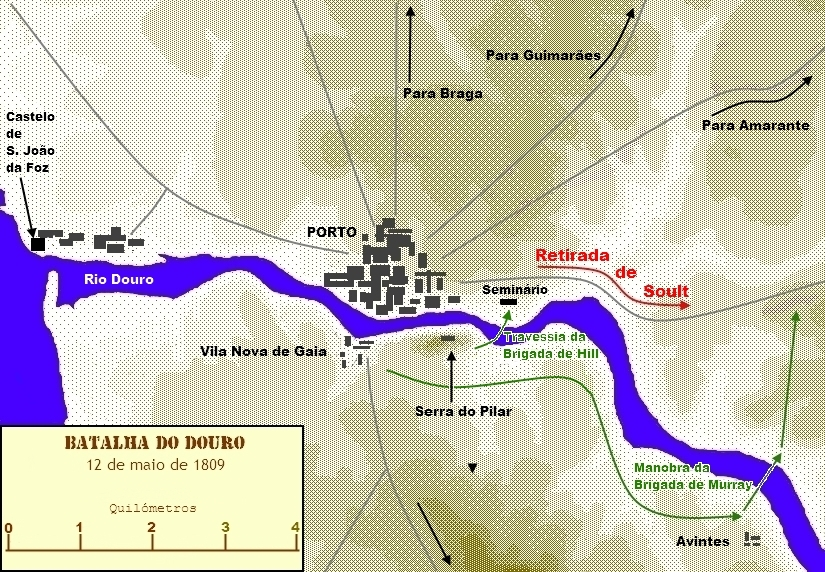
Mapa da região do Porto que assinala os locais de passagem inicial do Douro em 12 de Maio de 1809.

A forte guarda avançada que Soult tinha enviado para sul do Douro - as divisões de Franceschi e de Mermet - tinham sido obrigadas a retirar perante o avanço do exército de Wellesley. Após a sua passagem para a margem Norte, a ponte de barcas que ligava as duas margens foi destruída. As forças britânicas dominavam agora a margem Sul do Douro. Aí, na Serra do Pilar, Wellesley podia observar as posições e a actividade francesa. Estudou a situação e aproveitou a primeira oportunidade que surgiu para lançar o ataque.
No dia 12 de manhã, o coronel John Waters fez um reconhecimento à margem sul do rio Douro, a montante do Porto. Um português da região mostrou-lhe uma embarcação que estava escondida entre os arbustos e apontou-lhe quatro barcos rabelo que se encontravam amarrados na margem norte, sem guarda, a cerca de dois quilómetros do Porto. Com estes barcos, que podiam transportar cerca de trinta homens cada um, foi possível começar a atravessar o rio e a colocar forças britânicas num convento abandonado, nos arredores a Leste da cidade, na margem norte. Quando os franceses descobriram o que estava a acontecer, cerca das 11H30, já os barcos tinham atravessado quatro vezes e um batalhão quase completo da brigada do general Rowland Hill  estava instalado no convento. Os franceses atacaram as posições britânicas mas foram batidos pela artilharia posicionada nas alturas da margem sul. Quando enviaram mais forças para aquele sector já três batalhões britânicos tinham atravessado o rio.
Soult ordenou às tropas que vigiavam a margem do rio para apoiarem as forças que tentavam desalojar os britânicos do convento. Assim que as tropas deixavam de vigiar o rio para cumprirem esta ordem, a população lançou à água tudo o que pudesse ajudar os soldados britânicos a atravessar o Douro. Rapidamente, quatro batalhões desembarcaram na cidade. Soult viu que não podia manter o Porto e ordenou a retirada imediata pela estrada que conduzia a Amarante. Os franceses abandonaram a cidade, em desordem quase sem oferecer luta. Muitos renderam-se facilmente.

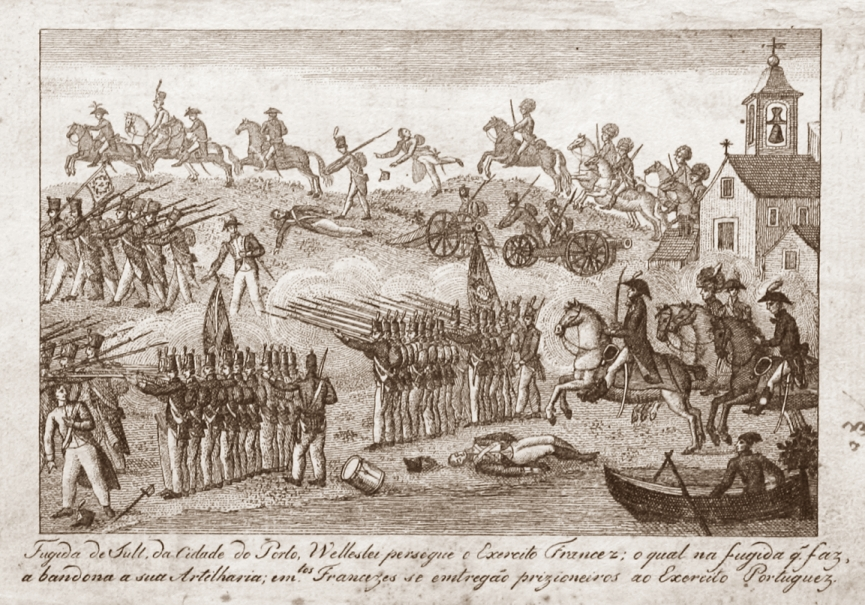
Gravura de autor desconhecido que representa a retirada do Porto das forças francesas. Arquivo Histórico Militar PT-AHM-FE-10-A7-PQ-04

Entretanto uma parte importante do exército de Wellesley ainda se encontrava na margem sul e, por isso, não era possível iniciar uma perseguição às forças francesas em retirada. Mas Wellesley tinha já tomado outra iniciativa: tinha enviado a Brigada da King's German Legion reforçada com dois esquadrões de cavalaria, sob comando do brigadeiro-general John Murray, para atravessar o Douro em Avintes onde existia uma passagem em barcaça. O objectivo era surpreender os franceses bloqueando o seu itinerário de fuga. O comandante da força, no entanto, limitou-se a flagelar as tropas em retirada. O comandante da força de cavalaria tentou alterar a situação com uma carga mas sofreu um número considerável de baixas. Wellesley decidiu esperar que todo o seu exército se encontrasse na margem Norte do Douro para iniciar a perseguição. Neste primeiro dia, o exército anglo-luso tinha sofrido 125 baixas mas foram aprisionados 1.800 franceses contando com os que se encontravam hospitalizados.
Soult tinha decidido seguir por Amarante e atingir Espanha através da linha do Douro. Sabia que teria de abrir caminho através das forças do brigadeiro Silveira, mas foi surpreendido ao tomar conhecimento de que Loison tinha retirado de Amarante, deixando a ponte controlada pelas tropas portuguesas. Ficava-lhe a possibilidade de tentar a retirada para Norte, através de terreno montanhoso em que apenas existiam caminhos onde os carros que transportavam a bagagem e a artilharia não podiam passar e que exigiam um esforço maior da parte dos homens. Tudo teve de ser destruído para carregarem apenas o essencial à sua sobrevivência: alimentação e munições para as armas de fogo individuais. 
Wellesley não ordenou a perseguição através das montanhas mas as suas forças avançaram pela estrada em direcção a Braga que ocuparam antes que Soult conseguisse aí chegar. Loison tinha-se reunido às restantes forças francesas, em Guimarães, assim como a Divisão de Heudelet e a Cavalaria de Lorges. Com os principais itinerários cortados Soult teve de continuar a dirigir o seu exército pelas montanhas. Seguiu em direcção a Montalegre e daí para Ourense, onde chegou no dia 19 de Maio.